# Sukima Switch

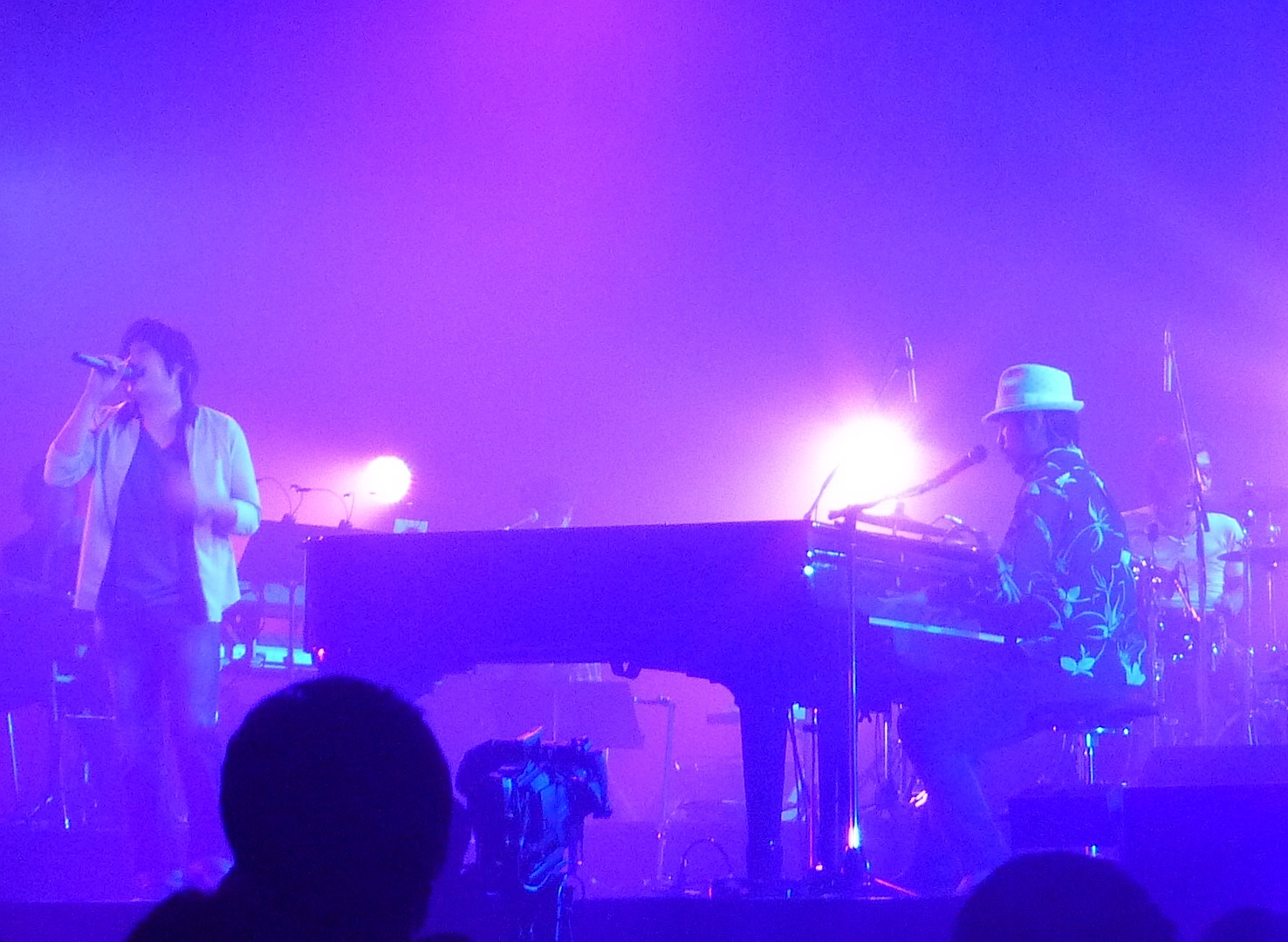
Grupo de J-pop "Sukima Switch" (en el festival de música "Countdown Japan").

Sukima Switch (スキマスイッチ) es un dúo de pop japonés, con debut en el 2003, pero formada ya en 1999, cuyos miembros son Takuya Ōhashi (大橋卓弥), en la voz, guitarra y armónica y Shintarō Tokita (常田真太郎), en el piano, intrumentalización y producción de los temas. Los otros instrumentos son añadidos por sus músicos invitados y de soporte; entre los invitados se cuentan músicos como KAN y Jen (Mr.Children).
Algunos fanes comparan a Sukima con la banda americana Dan, principalmente por su estructura como banda y por sus influencias (las dos bandas tienen una base esencialmente Jazzera).

## Participaciones[2]
- Kemono no Sou-ja Erin: tema de apertura # 1 "Shizuku"

- Doraemon y el pequeño dinosaurio (película): tema de cierre, "Boku Note"
- Full Metal Alchemist:Broterhood: tema de apertura # 3, "Golden Time Rubber"
- Pokémon: Zoroark, el maestro de ilusiones: tema de cierre, "Ice Cream Syndrome"
- Gin no Saji: tema de cierre, "Hello Specially"
- Uchuu Kyoudai: tema de apertura # 2, "Eureka"
- Tokyo Marble Chocolate: tema de cierre # 2, "Zenryoku Shounen"
- Haikyuu! tema de apertura #2, "Ah Yeah!!"
- The Last: Naruto the movie: tema principal, "Hoshi no Utsuwa"
- Naruto Shippuden: tema de apertura #18, "Line"

## Discografía

### Sencillos
| #   | Fecha de lanzamiento     | Título                                                                  | Álbum perteneciente                       |
| --- | ------------------------ | ----------------------------------------------------------------------- | ----------------------------------------- |
| 1°  | 9 de julio de 2003       | view                                                                    | 夏雲ノイズ (Natsugumo Noise)              |
| 2°  | 10 de marzo de 2004      | 奏（かなで）(Kanade)                                                    | 夏雲ノイズ (Natsugumo Noise)              |
| 3°  | 16 de junio de 2004      | ふれて未来を (Furete Mirai wo)                                          | 夏雲ノイズ (Natsugumo Noise)              |
| 4°  | 24 de noviembre de 2004  | 冬の口笛 (Fuyu no Kuchibue)                                             | 空創クリップ (Kūsō Clip)                  |
| 5°  | 20 de abril de 2005      | 全力少年 (Zenryoku Shōnen)                                              | 空創クリップ (Kūsō Clip)                  |
| 6°  | 22 de junio de 2005      | 雨待ち風 (Ame Machi Kaze)                                               | 空創クリップ (Kūsō Clip)                  |
| 7°  | 1 de marzo de 2006       | ボクノート (Boku Note)                                                  | 夕風ブレンド (Yūkaze Blend)               |
| 8°  | 16 de agosto de 2006     | ガラナ (Guarana)                                                        | 夕風ブレンド (Yūkaze Blend)               |
| 9°  | 22 de noviembre de 2006  | アカツキの詩 (Akastuki no uta)                                          | 夕風ブレンド (Yūkaze Blend)               |
| 10° | 11 de julio de 2007      | マリンスノウ (Marine Snow)                                              | グレイテスト・ヒッツ (Greatest Hits)      |
| 11° | 20 de mayo de 2009       | 虹のレシピ (Niji no Recipe)                                             | ナユタとフカシギ (Nayuta to Fukashigi)    |
| 12° | 14 de octubre de 2009    | ゴールデンタイムラバー (Golden Time Rubber)                             | ナユタとフカシギ (Nayuta to Fukashigi)    |
| 13° | 7 de julio de 2010       | アイスクリームシンドーム (Ice Cream Syndrome)                           | musium                                    |
| 14° | 26 de enero de 2011      | さいごのひ (Saigo no Hi)                                                | musium                                    |
| 15° | 14 de septiembre de 2011 | 晴ときどき曇 (Hare Tokidoki Kumori)                                     | musium                                    |
| 16° | 27 de junio de 2012      | ラストシーン (Last Scene)                                               | POPMAN'S WORLD〜All Time Best 2003-2013〜 |
| 17° | 8 de agosto de 2012      | ユリーカ (Eureka)                                                       | POPMAN'S WORLD〜All Time Best 2003-2013〜 |
| 18° | 19 de junio de 2013      | スカーレット (Scarlet)                                                  | POPMAN'S WORLD〜All Time Best 2003-2013〜 |
| 19° | 31 de julio de 2013      | Hello Especially                                                        | POPMAN'S WORLD〜All Time Best 2003-2013〜 |
| 20° | 23 de julio de 2014      | Ah Yeah!!                                                               | スキマスイッチ (Sukima Switch)            |
| 21° | 19 de noviembre de 2014  | パラボラヴァ (Parabolover)                                              | スキマスイッチ (Sukima Switch)            |
| 22° | 3 de diciembre de 2014   | 星のうつわ (Hoshi no Utsuwa)                                            | スキマスイッチ (Sukima Switch)            |
| 23° | 11 de noviembre de 2015  | LINE                                                                    | 新空間アルゴリズム (Shinkūkan Algorithm)  |
| 24° | 30 de noviembre de 2016  | 全力少年 produced by 奥田民生 (Zenryoku Shōnen produced by Tamio Okuda) | re:Action                                 |
| 25° | 13 de septiembre de 2017 | ミスターカイト／リチェルカ (Mr. Kite/Ricerca)                           | 新空間アルゴリズム (Shinkūkan Algorithm)  |
| 26° | 3 de julio de 2019       | 青春 (Seishun)                                                          | Hot Milk                                  |

### Miniálbumes
1. 君の話 (Kimi no Hanashi) - 17 de septiembre de 2003

### Álbumes
1. 夏雲ノイズ (Natsugumo Noise) - 23 de junio de 2004
2. 空創クリップ (Kūsō Clip) - 20 de julio de 2005
3. 夕風ブレンド (Yuukaze Blend) - 29 de noviembre de 2006
4. グレイテスト・ヒッツ (Greatest Hits) - 1 de agosto de 2007
5. ナユタとフカシギ (Nayuta to Fukashigi) - 4 de noviembre de 2009
6. Musium - 5 de octubre de 2011
7. Doubles Best - 22 de agosto de 2012